# Odd Fellow-huset

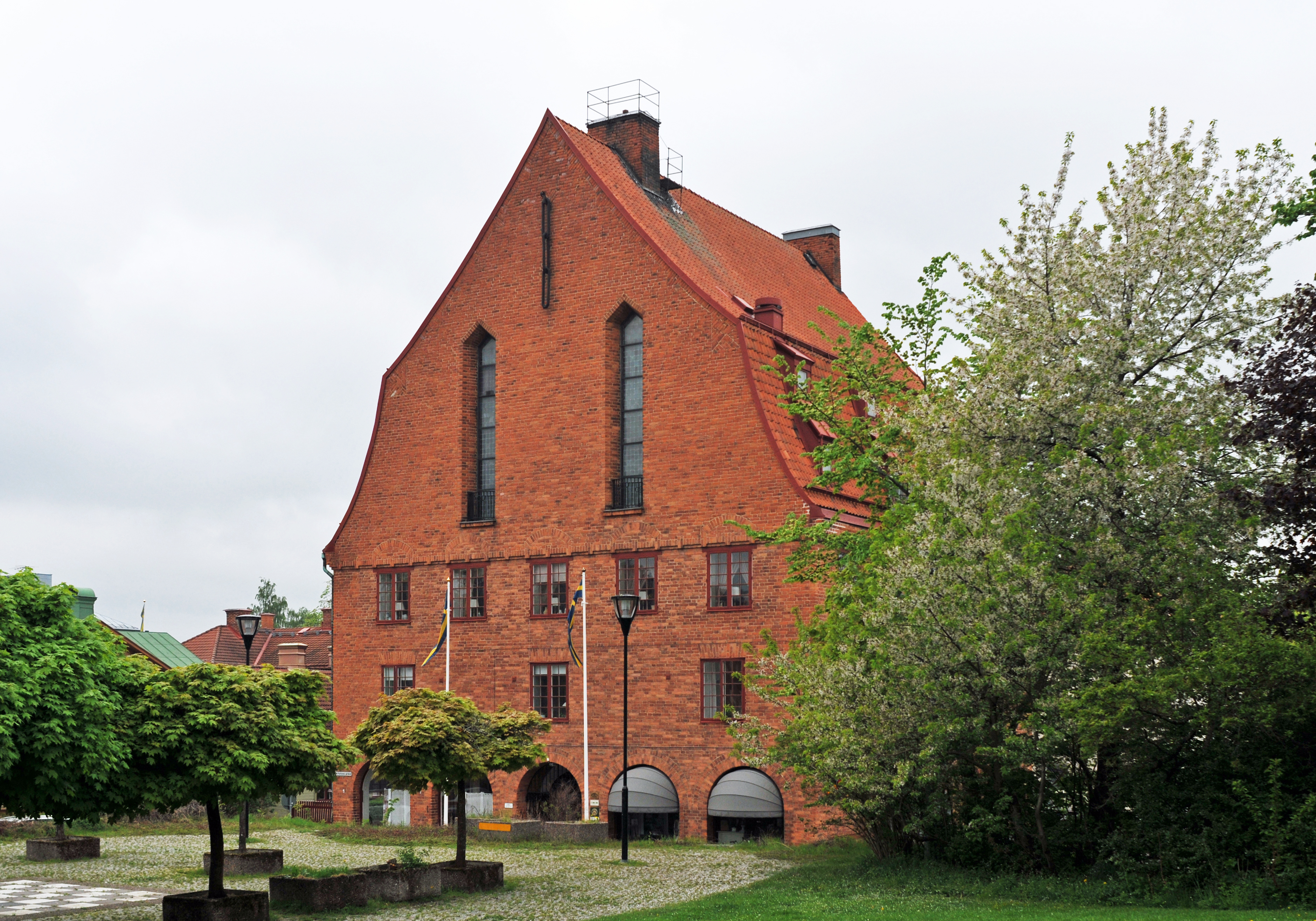
Odd Fellow-huset i Nyköping.

Odd Fellow-huset i Nyköping invigdes den 23 oktober 1913 som ordenshus åt Oberoende Odd Fellow Orden i staden. Byggnaden ritades av arkitekt Ragnar Östberg, även känd för Stockholms stadshus, och är ett av Nyköpings främsta exempel på nationalromantisk arkitektur.
Odd Fellow-huset utnämndes till byggnadsminne år 2013.